# Maria Trzeciakowska
Maria Trzeciakowska z domu Dolata (ur. 16 listopada 1928 w Poznaniu, zm. 29 maja 1989 tamże) – polska regionalistka.

## Życiorys
Pochodziła z rodziny robotnika kolejowego Andrzeja Dolaty i Katarzyny z Ogrodowczyków. W 1939 przerwała naukę w szkole podstawowej przy ul. Jarochowskiego w Poznaniu z uwagi na wojnę (ukończyła wówczas cztery klasy). Od lipca 1941 była zmuszana przez okupanta hitlerowskiego do pracy w zakładach amunicyjnych DWM (dawny H. Cegielski), a w 1943 została wywieziona do macierzystych zakładów w Karlsruhe. Potem pracowała jako tokarz i szlifierz w fabryce w Grötzingen. 10 sierpnia 1945 (przez Czechosłowację) powróciła do Poznania, gdzie w 1946 dokończyła naukę w szkole podstawowej. Następnie wyjechała do Krakowa. Uczyła się w gimnazjum w Krzeszowicach.
W 1949 ponownie powróciła do Poznania, gdzie podjęła pracę urzędniczą w Narodowym Banku Polskim. Maturę zdała w liceum dla pracujących (1953). Od 1963 pracowała w szkolnictwie dla dorosłych oraz w szkole podstawowej przy ul. Kanclerskiej w Poznaniu. W 1955 wyszła za mąż za Lecha Trzeciakowskiego, historyka, co spowodowało jej zainteresowanie się historią, zwłaszcza regionalną. Zaczęła gromadzić informacje o życiu codziennym Wielkopolan i Poznaniaków, zwłaszcza w okresie zaboru pruskiego. Zaczęła też publikować artykuły z tego zakresu (np. w Nurcie i Expressie Poznańskim). Wyspecjalizowała się z czasem w tworzeniu indeksów do dzieł naukowych poświęconych dziejom Wielkopolski w okresie zaborów. Jest współautorką z Lechem Trzeciakowskim książki popularnonaukowej W dziewiętnastowiecznym Poznaniu – pierwszego obszernego opracowania o życiu codziennym miasta w XIX wieku. W 1969 przeszła na emeryturę.
W 1984 z Lechem Trzeciakowskim otrzymali wspólną Nagrodę Miasta Poznania w dziedzinie kultury i sztuki.

## Życie prywatne
Z Lechem Trzeciakowskim miała córkę: Aleksandrę (1956, psycholożkę) i syna Zbyszka (1957-2006), pracownika Uniwersytetu Artystycznego w Poznaniu).